# Difflugia pyriformis
Difflugia pyriformis је врста амебоидних протиста. 

## Изглед
Ствара љуштуру од зрна песка крушколиког облика и са великим отвором за пролазак широких и заобљених псеудоподија помоћу којих се креће. Поседује неколико контрактилних вакуола.

## Станиште
Насељава дно стајаћих вода и често се може наћи уз сродну врсту Difflugia corona.